# Heinrich Hermann Freytag
Heinrich Hermann Freytag (* um den 15. April 1759 in Hamburg; † 14. April 1811) war ein deutsch-niederländischer Orgelbauer. Als Schüler von Albertus Antonius Hinsz führte er die Arp-Schnitger-Tradition in den Niederlanden auf hohem Niveau fort und war um 1800 einer der bedeutendsten niederländischen Orgelbauer.

## Leben
Freytag war der Sohn eines Kunsttischlers aus Württemberg. Er ging um 1784 nach Groningen zu Hinsz in die Lehre, der dort die Werkstatt Schnitgers betrieb. Nach Hinsz’ Tod 1785 übernahm Freytag partnerschaftlich mit Frans Casper Snitger, dem Enkel Arp Schnitgers und Stiefsohn von Hinsz, die Werkstatt unter dem Namen „Snitger & Freytag“. 1793 heiratete er die Witwe eines Wirtes aus Groningen, Hiskia Hornemann (1765–1817). Von den zehn Kinder erreichten fünf das Erwachsenenalter. Damit seine Frau ihre Wirtschaft fortsetzen konnte, trat Freytag in die Wirtsgilde ein und erhielt das kleine Bürgerrecht der Stadt Groningen. Als Snitger 1799 starb, übernahm Freytag die Leitung der Orgelbauwerkstatt und führte den nordniederländischen Orgelbau in eine neue Blütezeit. Auf hohem handwerklichen Niveau stand er ganz in der Tradition Arp Schnitgers. Gegenüber Hinsz zeichnen sich Freytags Register durch eine eleganteren Klang aus. Während die frühen Neubauten auch in optischer Hinsicht noch ganz von Schnitger geprägt sind, ist die äußere Gestaltung seiner Instrumente zunehmend vom Klassizismus beeinflusst. Freytag schuf in den 1800er Jahren einige einmanualige Kabinettorgeln mit sechs Registern ohne Pedal (so in Lellens, Anloo und Doesburg).
Nach Freytags Tod 1811 führten seine Mitarbeiter unter der Leitung seiner Witwe übergangsmäßig den Betrieb fort, da die eigenen Kinder noch zu klein waren. 1817 wurde Freytags Sohn und Nachfolger Herman Eberhard Freytag (1796–1869) zusammen mit seinem Bruder Barthold Joachim (1799–1829) 1817 der Betrieb übertragen. Herman Eberhard war auch in Deutschland tätig und führte Reparaturen an den Hinsz-Orgeln in Leer und in Weener durch. Herman Eberhards Sohn Willem Fredrik Freytag (1825–1861) war als weiterer Nachfolger und Stammhalter des Familienunternehmens vorgesehen, starb aber bereits vor seinem Vater. 1862 starb auch seine Tochter Jantje Freytag. Herman Eberhard setzte sich daraufhin zur Ruhe und verkaufte 1863 die Firma an die Familie von Dirk Lohman, der möglicherweise selbst ein Schüler von Freytag war. Später traten die Firmen aber in Konkurrenz.

## Werkliste
Folgende Arbeiten Freytags sind noch weitgehend erhalten (5. Spalte: großes „P“ = selbstständiges Pedal, kleines „p“ = angehängtes Pedal):
| Jahr      | Ort                                  | Kirche           | Bild | Manuale | Register | Anmerkungen |
| --------- | ------------------------------------ | ---------------- | ---- | ------- | -------- | --- |
| 1785      | Groningen                            | Doopsgezindekerk |      | I/p     | 8        | 1816 durch Neubau von Johannes Wilhelmus Timpe ersetzt |
| 1787      | Zwolle                               | Michaelskirche   |      | III/P   | 64       | Reparatur der Schnitger-Orgel (1721) |
| 1788–1790 | Kampen                               | Bovenkerk        |      | III/P   | 46       | Erweiterung der Orgel (1741–1743) zusammen mit F.C. Schnitger jun. um ein freies Pedal und ein Brustwerk (heute IV/P/56) → Orgeln der Bovenkerk (Kampen) |
| 1790–1792 | 't Zandt                             | Mariakerk        |      | II/p    | 12       | Umbau der Orgel (1662) auf neuer Empore mit neuen Windladen, Trakturen und Klaviaturen; übernommen wurden 11 Register und ein Großteil des Gehäuses; Ausbau durch 4 zusätzliche Töne im Bass und 2 im Diskant in allen Registern; 3 Register von 1792 erhalten |
| 1792      | Bierum                               | Hervormde Kerk   |      | I/p     | 10       | Neubau; die erste Orgel in der Provinz Groningen mit seitlichem Spieltisch; gut erhalten |
| 1792/1793 | Zuidhorn                             | Hervormde Kerk   |      | I/p     | 12       | Neubau als Ersatz für eine ältere Orgel; 1924 erweitert und eingreifend umgebaut, 2012 restauriert und rekonstruiert; Hälfte des Pfeifenbestandes erhalten |
| 1793      | Ezinge                               | Herv. Kerk       |      | I/p     | 10       | Umsetzung der Orgel eines unbekannten Orgelbauers (um 1750, Johannes Jacobus Moreau?); zum großen Teil erhalten |
| 1793      | Groningen                            | Martinikerk      |      | III/P   | 47       | Reparaturen an der Orgel der Martinikerk, die heute 52 Register besitzt |
| 1793–1795 | Zuidbroek                            | Petruskirche     |      | II/P    | 28       | Neubau im Stil des Louis-seize als Ersatz für die alte Orgel von Andreas de Mare (1578); 1853 und 1884 kleinere Umdisponierungen durch Petrus van Oeckelen, ansonsten weitgehend original erhalten |
| um 1796   | In Groningen gebaut, heute in Weener | Organeum         |      | I       | 5        | Bureau-Orgel, die in einen Sekretär eingebaut ist; erhalten |
| 1796–1798 | Bellingwolde                         | Magnuskerk       |      | II/p    | 17       | Neubau; bis auf zwei rekonstruierte Register original erhalten |
| 1799      | Enkhuizen                            | Zuiderkerk       |      | II/P    | 20       | Umbau, der fast als Neubau zu werten ist: Das Hauptwerk-Gehäuse, die Pedal-Windladen und einige Register werden übernommen. |
| um 1800   | Lellens                              | Hervormde Kerk   |      | I       | 6        | Kabinettorgel, gebaut für die Burg Lellens; 1860 in die Kirche umgesetzt und in diesem Zuge um ein angehängtes Pedal und Seitenfelder erweitert, die für die Umgestaltung des Praestant 8′ in einen 16′ erforderlich waren; im Übrigen vollständig erhalten |
| 1802      | Noordwolde                           | Hervormde Kerk   |      | II/P    | 18       | Umbau einer älteren, dreimanualigen Orgel (ca. 1640, wahrscheinlich von Anthoni Waelckens); weitgehend erhalten |
| 1803      | Loppersum                            | Hervormde Kerk   |      | II/p    | 20       | Freytag ersetzt an der Orgel (1735) das Pfeifenwerk des Rückpositivs. |
| 1804      | Anloo                                | Magnuskerk       |      | I       | 6        | Kabinettorgel für einen unbekannten Auftraggeber; von 1857 bis 1943 in der kath. Kirche Zuidhorn, danach in Privatbesitz |
| um 1805   | Doesburg                             | Martinikerk      |      | I       | 6        | Neubau einer Kabinettorgel ohne Pedal, die Freytag zugeschrieben wird; Auftraggeber und ursprünglicher Standort unbekannt; zwischenzeitlich in Middelstum, wo es 1958 auf einem Bauernhof wiederentdeckt wurde; nach Restaurierung 1961 als Chororgel in der Oude Kerk in Soest aufgestellt, ab 1961 in Privatbesitz in Baarn, 1985 Überführung in das dortige Schloss Groeneveld, seit 2003 in Doesburg |
| 1808      | Finsterwolde                         | Hervormde Kerk   |      | I/p     | 15       | Neubau; gut erhalten |
| 1809      | Eenum                                | Hervormde Kerk   |      | I/p     | 10       | Ergänzung der Orgel (Arp Schnitger, 1703/04) um ein angehängtes Pedal |
| 1807–1809 | Noordbroek                           | Dorpskerk        |      | II/P    | 24       | Umbau der Orgel (Arp Schnitger, 1695/96); Austausch einiger Register, neue Windladen und Klaviaturen; in allen drei Werken sind Freytags Praestanten und im Pedal weitere Register erhalten → Orgel der Dorpskerk Noordbroek |
| 1809–1810 | Bolsward                             | Doopsgezindekerk |      | I/p     | 11       | Größtenteils erhalten |
| 1811      | Oostwold                             | Hervormde Kerk   |      | II/p    | 18       | Neubau, dessen Endintonation wahrscheinlich von J.W. Timpe durchgeführt wurde; Veränderungen durch Petrus van Oeckelen 1860/83; gut erhalten. |
| 1811/1812 | Warffum                              | Hervormde Kerk   |      | II/P    | 24       | Neubau, der im Wesentlichen durch J.W. Timpe ausgeführt wurde. Die meisten alten Register sind erhalten. |